# Oonops gavarrensis
Espèce
Oonops gavarrensis est une espèce d'araignées aranéomorphes de la famille des Oonopidae.

## Distribution
Cette espèce est endémique de Catalogne en Espagne. Elle se rencontre dans le Baix Empordà entre 295 et 466 m d'altitude dans le massif des Gavarres.

## Description
Le mâle holotype mesure 1,97 mm et la femelle paratype 2,08 mm, les mâles mesurent de 1,74 à 1,97 mm et les femelles de 2,06 à 2,31 mm

## Étymologie
Son nom d'espèce, composé de gavarr[es] et du suffixe latin -ensis, « qui vit dans, qui habite », lui a été donné en référence au lieu de sa découverte, le massif des Gavarres.

## Publication originale
- Bosselaers, 2017 : A new species of Oonops Templeton, 1835, (Araneae: Oonopidae) from the Gavarres, Baix Empordà, Catalonia. Arachnology, vol. 17, no 4, p. 195-200.